# Dongyangosaurus
Dongyangosaurus (Dongyangosaurus sinensis) – rodzaj zauropoda z grupy titanosauriformes żyjący w późnej kredzie w Chinach (prowincja Zhejiang). Jest znany z jednego częściowego szkieletu pozaczaszkowego. 

## Gatunki
- Dongyangosaurus sinensis

## Literatura
- Lü, J., Azuma, Y., Chen, R., Zheng, W. en Jin, X., 2008, "A new titanosauriform sauropod from the early Late Cretaceous of Dongyang, Zhejiang Province", Acta Geologica Sinica 82(1):225-235